# Колтан
Колтан е индустриалното наименование на рудата колумбит-танталит, от която се добиват елементите ниобий (преди известен като колумбий) и тантал. Минералите с преобладаващо съдържание на тантал се наричат танталити.
Танталът от колтан намира широко приложение в потребителската електроника, например в производството на мобилни телефони, DVD плейъри, конзоли за видеоигри и компютри. Голяма част от световните запаси на колтан се извличат в източната част на Демократична република Конго (до 1997 година известна под името Заир). Средствата от продажбата на колтан се използват за финансирането на местни бунтовници. Съществуват спекулации, че част от този колтан достига в крайна сметка до големи западни корпорации.